# 독일의 환경정책
독일은 환경 보존의 선진국가로서, 전 세계적으로 여러 가지 환경 정책을 먼저 도입하였다. 여기에는 1960년대부터 영향력을 발휘한 정부의 환경정책과 환경교육 장려 제도가 중요한 역할을 하였다. SDP-FDP 연합정부 시기부터 적-녹 연합정부 시기까지 독일의 환경정책은 발전을 해왔으며, 독일 정부는 도심환경보호구역 제도, 환경 표지 제도 등 다양한 제도를 통해 지속 가능한 발전을 해왔다.

## 역사

### SDP-FDP 연합정부(1969~)
1969년 연정을 하는 사회민주당과 자유민주당의 연합정부는 환경에 대한 바른 인식과 대처에 관한 기초를 만든다. 1970년으로 “환경에 대한 시급한 대처” 정책안으로 내어놓으며, 1971년으로 대처 프로그램을 만든다. 100개의 항목과 규칙을 제정을 하고, 이에 따르는 비용을 제시를 하게 된다. 연방 정부의 첫 정책 실행은 보건부에서부터 내무부까지의 오염제어에 대한 책임의 변화였다.

### 시민친환경 운동의 시작(1972~)
1973, 74년으로 있었던 오일쇼크로 인하여 상대적으로 비싸진 환경 운동은 경제적 논리로 새로운 도전을 받게 되었으며, “Job killer"라는 오명을 받게 된다. 이러한 복합적인 이유로 친환경정책이 실망을 안게 되자 정치권에서는 더 이상 개선을 해 나가는 의지를 잃게 된다. 정치권에서 외면을 하자 시민들 안에서 환경에 대한 독단적 움직임이 시작한다. 이렇게 시민친환경 운동은 움직임이 없는 정치권을 상대로 항의하며, 1972년에 친환경 시민운동 연방 사단법인이 전국적으로 결성이 되어, 이 기관을 통하여 정식으로 정부에 항의를 하게 된다.

### 녹색운동과 정당으로의 발전(1980~)
계속되는 친환경문제에 대한 인식과 시민환경단체의 활동은 녹색운동의 발전과  새로운 정당의 설립에 원동력이 되었다. 사회 민주당 자유주의 연합에서는 환경보호 향상을 목적으로 했다. 1982년 9월, 정부가 바뀌기 직전에 그들은 환경정책의 미래설계에 대한 광범위한 결정을 했지만 잘 받아들여지지 않았다. 녹색당은 1983년 정식으로 국회에 등단을 하게 되고 이 당으로 인하여 피동적인 정치권으로 하여금 환경에 대하여 새롭게 깨우는 역할을 하였다. 시민의 친환경 의견과 생태운동은 초기 녹색당의 지지에 큰 역할을 했다.

### 동-서독 통일 이후(1990~)
1990년 동-서독 통일과 함께 시작한 독일 연방의 90년대는 환경의 전반적 발전상태가 80년대에 비해 부진한 면이 있고, 환경보호의 투자율도 실제 조금 낮아졌다. 이런 부진상태의 원인에는 거대한 통일 비용의 탓도 있겠지만, 그 동안에 이루어진 성과에 따른 포화효과 때문이기도 하다. 90년대에는 통일과 함께 떠안은 동독지역 환경오염의 해결이 또 하나의 커다란 과제로 등장하였다. 특히 공기, 수질, 토양문제를 개선하기 위해 동서독 간의 상호협력이 요구되었다. 동서독 통일이 구체적으로 전개되기 시작할 때, 서독의 연방환경부는 '구동독지역의 생태적 복구와 재건을 위한 개괄서'를 제출했다. 이 개괄서에는 생태학적인 차원에서의 긴급대책과 장기사업목표를 제시하고 있는데, 동독지역의 환경오염이 심각한 만큼이나 그의 회복을 위한 비용도 막대했다. 통독정부는 환경훼손지역을 미래의 환경기술 핵심지역으로 변모시킨다는 구상을 가지고, 환경문제 관련 연구소들을 집중적으로 구동독지역에 설치하기 시작했다. 또한 재활용 비율 향상을 목표로 폐기물 관리하는 정책을 활용했다.

### 적-녹 연합정부 (1998~)
1998년 독일 연방 총선 결과로 사민당과 녹색당이 지난 16년간의 기민(CDU)/기사(CSU) 연합과 자민당(FDP) 보수-진보 연정을 물리치고, 적-녹 연정을 시작했다. 1998년부터 2005년까지 사민당 출신의 게르하르트 슈뢰더(Gerhard Fritz Kurt Schröer) 총리가 이끈 사민/녹색 연정은 에너지와 환경에서 중요한 정책을 집중적으로 제시 및 실시했다. “시장은 생태적 진실을 말해야 한다”는 슬로건을 내건 생태적 조세 개혁의 시행과 재생가능에너지촉진법의 도입 등 굵직한 기후보호 정책은 양 당의 연정합의서에 포함되었으며, 핵에너지 탈피처럼 논쟁적인 정책도 전력산업계와의 대화와 합의를 통해 2002년 법적인 근거를 갖추게 되었다.
2000년에 발표된 지속 가능 발전 전략에서 2020년까지 하루 평균 개발 면적을 30ha 이하로 억제하고 국토 면적의 최소 10%를 유럽연합의 생태축 네트워크화 프로그램인 NATURA 2000에 편입시킨다는 계획을 알렸다. 또한 2000년 3월, “재생에너지법(EEG)" 발효를 통해 재생 가능한 원료를 이용한 전력 생산을 크게 장려하고, 전반적으로 환경 친화적인 에너지 공급을 추구했다.
2002년 재집권에 성공한 적-녹 연정은 장기간에 걸친 경기침체의 여파로 2005년 총선 이전까지 주목할 만한 환경 정책을 내놓지 못했다. 이 시기에는 풍력, 태양력, 바이오매스 등 재생 가능 에너지 산업의 비약적인 성장을 미루었으나 오랜 기간 논의를 거쳤던 환경법전의 제정이 주정부와 산업계의 반발로 무산되고 생태적 조세개혁과 배출권 거래제 시행 과정에서 석탄전력 산업의 수혜가 보장되었다.
2005년부터 2009년 9월까지 지속된 기민-기사연합과 사민당 대연정 정부에서는 핵에너지의 탈피와 생태적 조세 개혁 등 핵심적인 정책들이 변함없이 추진되었다. 적-녹 연정기간 경제단체들의 격렬한 반발을 불러일으켰던 온실가스 감축 목표 - 2020년까지 1990년 대비 40%감축-도 그대로 유지되어 포스트 교토 체제와 관련한 국제사회의 논의에서 독일의 입지를 강화했다.

## 제도

### 정부의 환경규정
환경경제 분야에서의 연구 빈도나 강도, 그리고 연속성이 현저히 높아, 환경 분야 생산의 약 80%는 연구나 지식 집약적이 되어있다. 이 때 환경정책은 연구개발의 동력으로 작용하고, 국가가 환경 산업시장에 개입함으로써 시장은 역동성을 띄게 된다. 유럽경제연구센터의 특별평가에 따르면, 약 9%의 기업은 국가의 환경규제를 혁신활동의 기제로 꼽고 있다. 환경규제를 통해서 비로소 환경 친화적인 제품을 공급하거나 내부적으로 새로운 공정을 도입함을 자극할 수 있었고, 이러한 정부의 구체적인 환경규정은 다음과 같다.
- 에너지생산: 재생가능에너지법, 열병합발전법 및 에너지경제법
- 원료 및 재료 효율성, 유해한 물질 사용 회피: 유해물질 투입금지 및 감축에 관한 규정(예를 들어, 수은, 황, 불염화탄화수소, 용제, 계면활성제 등)
- 순환경제, 폐기물, 재활용: 거주지 폐기물 이용, 처리 및 기타 폐기물 처분에 관한 기술지침, 오래된 차량에 관련된 법, 포장에 관한 규정
- 지속가능한 이동: 연방배출방지법, 대기정화에 관한 기술지침, 생태세, 교통소음방지법
- 대기정화 및 배출방지: 연방배출방지법, 대기정화에 관한 기술지침, 폐가스에 관한 규정
- 에너지효율성: 에너지절약 규정, 열보호규정
- 지속가능한 수자원 경제: 유럽연합의 수자원에 관한 제도적 지침, 먹는 물 규정, 폐수규정 및 주 차원의 폐수법

### 도심 환경 보호 제도
독일의 베를린, 쾰른 및 하노버 3개 시(市)는 2008년 1월부터 도심환경보호구역(Umweltzone) 제도를 실시하기로 결정하였다.

#### 도심환경보호구역 제도 도입 배경
- EU의회는 EU회원국들이 2011년까지 의무적으로 도심환경보호구역 제도를 도입할 것을 결정하였다.
- 동 결정은 1999년에 제정된 EU의 미세먼지(Feinstaubbelastung) 농도를 감축하기 위한 지침에 근거한 것이다.

#### 도심환경보호구역 제도의 내용
- 미세먼지 농도가 높은 도심 일부지역을 환경보호구역(Umweltzone)으로 지정하여 노후 경유차량 등 미세먼지의 배출량이 많은 차량의 동 지역 출입을 금지한다.
- 2006년에 측정한 도시별 미세먼지 농도를 기준으로 동 제도 적용대상 도시가 결정되었으며 독일의 경우 인구 10만 이상의 도시 대부분이 이에 해당하고, 2008년 1월 가장 먼저 동 제도를 시행하는 도시는 베를린, 쾰른, 하노버 등 3개 도시이다.
- 도심 환경보호구역에 출입이 금지되는 차량은 3단계에 걸쳐 단계적으로 확대된다.
- 동 제도가 시행되는 경우 모든 차량은 미세먼지 배출량에 따라 녹색, 황색, 적색의 스티커를 부착하여야 하고 이를 이행하지 아니하는 경우 40유로의 벌과금과 1점의 벌점이 부과된다.(18점 이상이면 면허가 취소된다.)
- 현재 도심 환경보호구역에 출입이 금지되는 차량은 스티커를 부착하지 않은 차량이며, 추후 적색스티커 및 황색스티커 부착 해당차량으로 확대될 예정이다.

#### 동 제도 적용의 예외
- 앰뷸런스, 군용차량 등 공용으로 운행되는 차량을 제외한 모든 차량에 적용되며, 동 제도로 인하여 기업의 존립에 중대한 위기가 발생할 우려가 있는 경우 등 매우 제한된 경우에 한하여 사전에 예외(Ausnahme) 적용을 신청할 수 있다.
- 외교관, 여행자, 일시 방문객 등에 대한 예외를 일체 인정하지 않는다.

### 세계 최초 환경 표지 제도(블루엔젤)
1979년 독일 연방환경청(Umweltbundesamt)에서 세계 최초로 도입하였으며, 인증기준이 과학적이고 엄격하여 각국 에코라벨링의 선도적 역할을 하고 있다.

#### 블루엔젤 운영기관
이 제도는 연방환경청, 에코라벨심사단(Jury, Environmental Label Jury), 독일 품질인증협회(RAL, German Institutes for Quality Assurances and Certification)의 3개 기관이 연대하여 운영되고 있다. 인증심의가 생산자, 소비자, 환경전문가로 구성된 심의위원회(Jury Umweltzeichen)에서 담당하고 있으며 독일품질인증협회(RAL)에서 인증기준 제·개정 및 제품 인증업무를 담당 하고 있다.

#### 블루엔젤 인증대상 제품
인증 대상제품은 2007년 기준으로 사무기기, 가전제품, 자동차관련부품, 건축자재류 등 총100여개 품목에 대한 인증기준이 설정되어있으며 580개 기업에서 3,600개 제품이 인증을 받고 있다. 인증 제품 중 varnishes, wallpapers and woodchip wall coverings, wall paints 등의 건축자재류가 전체 인증제품의 50% 이상을 차지하고 있다.

#### 블루엔젤 인증 절차
블루 엔젤에 대한 인증 절차는 인증기준이 있는 경우와 없는 경우로 나뉘며 기준이 있는 제품은 독일품질인증협회(RAL)에 의해 처리되고 있으며, 기준이 없는 제품의 경우 독일연방환경청에 신청하고 에코라벨심사단(Jury)의 심의를 거쳐 신제품기준안을 작성하고 독일품질인증협회(RAL)와 전문가에 의한 청문회를 거쳐 결정된 제품분류에 따라 인증시험을 실시하고 있다.

### 공병 보증금 반환 제도(Pfand)
독일의 공병 보증금 반환 제도, Einweqpfand(single-use deposit)라는 의미의 ‘Pfand’제도는 2003년 독일에서 시행되었다.

#### Pfand 제도란?
빈 페트병이나 유리병을 소비자가 직접 구매처에 회수시키고 그 대가로 일정량의 금액을 돌려받는 제도이다. Pfandautomat이라는 공병반환기 기계를 통해 병을 수거하는 시스템을 사용한다.

#### Pfand 제도의 효과
- 고객들에게 보상을 지불하거나 다음 구매시 할인을 해줌으로써, 능동적으로 고객들이 가정으로부터 나오는 물품들을 재활용할 동기를 부여하고 친환경적인 습관을 사회 전반적으로 심어주는 효과가 있다.
- Pfand를 통해 기업은 재활용물품을 상품 출시에 재사용할 수 있는 자원을 얻게된다.

### Pfand의 가격책정
- 연회용(Mehrweg) 맥주 또는 유리병(대부분 용량관계 없음): €0.08
- 재활용 가능한 유리병 혹은 플라스틱(PET) 병(대부분 용량 관계 없음) : €0.25
- 재활용 가능 유리병 (디자인 첨가) : €0.15~0.50

### 재생에너지산업 활성화를 위한 다양한 제도

#### 시장 활성화 프로그램(Market Incentive Program)
시장 활성화 프로그램은 태양광 집열기, 바이오매스 보일러, 지력 자원으로부터 열과 전기를 생산하는 설비에 투자하는데 그 목적을 둔 프로그램이다. 이 프로그램의 규모는 가히 유럽의 재생에너지산업 장려 정책 중 가장 크다고 할 수 있는데, 1999년에서 2005년 사이 열 생산 기술 분야에서만 485,000개 정도의 R&D 프로젝트가 진행되었고 투자액이 9.4억 달러에 달했다. 연방환경부, 연방경제기술부 등 다양한 유관 부처의 협력 속에 추진되었는데, 특히 중소기업 지원에 방향이 맞추어져 성공적으로 진행되었다.

#### 재생에너지법(Renewable Energy Sources Act: EEG)
재생에너지법은 1991년에 제정된 전력매입법을 토대로 제정되어 2000년부터 본격적으로 시행되었다. 재생에너지법은 전력망 연결에 대한 보장, 가격에 대한 보장, 생산전력 매입에 대한 보장을 주축으로 시행되었다. 이 법의 주된 목적은 기후와 환경 보호를 위해 에너지를 공급하는데 있어서 지속가능한 발전을 가능하게 하는 것이다. 또한 에너지 공급 비용을 절감해 국가 경제에 일조하고, 화석 연료를 절약하는 동시에 새로운 재생가능한 에너지를 개발하게 해 장기적으로 큰 효과를 볼 수 있는 제도이다. 재생에너지일수록 높은 가격에 매입되며, 모든 재생에너지 발전 사업자들은 재생에너지 전기를 재생에너지법에 따라 다른 에너지원보다 우선적인 가격에 한도 제한 없이 판매할 수 있다는 혜택을 주어 재생에너지시장 활성화에 큰 기여를 했다.

#### 발전차액지원제도(Feed-in Tariff: FIT법)
재생에너지의 온실가스 배출수준은 낮으나, 화석연료를 사용하는 것보다 비용이 많이 든다. 그래서 전력이나 열을 공급하는 자에게 재생에너지 사용을 권장하고자 초과되는 비용을 정부가 지원해주는 제도가 바로 발전차액지원제도이다. 다시 말해, 발전사업자가 생산한 발전량에 대해 최장 20년간 고정된 가격을 보장해주는 제도로서, 다른 에너지원보다 높은 생산 원가, 즉 낮은 경제성 때문에 발전이 더딘 재생에너지의 발전을 끌어주기 위한 현실적인 제도이다. 발전차액지원제도에 의한 재생에너지는 목표전력 공급량 중 재생에너지 비중을 35%(2020) → 50%(2030) → 65%(2040) → 80%(2050)로 확대하는 것이다.

## 교육

### 독일 환경교육 개념의 변화
UNESCO 보고서에 의하면, 환경교육은 인류로 하여금 생물적, 지리적, 사회적, 경제적 및 문화적제 요소들 간의 복잡한 상호 관련성을 이해하게 하고, 동시에 환경문제를 발견하고, 해결하며 환경의 질을 관리할 수 있는 지식, 가치관, 태도 및 기능을 습득하게 하는 것으로 이해할 수 있다.
환경교육의 방향은 우선 자연을 이해하고 인간과의 관계를 설명할 수 있는 생태적 교육, 환경 훼손의 주요인인 경제적 발전과 기술개발에 대한 계몽을 목적으로 하는 교육, 그리고 환경문제의 해결을 위한 과학과 기술 교육 등 크게 세 가지로 분류된다. 하지만 독일에서는 이 세 가지 형태의 환경교육 방법들이 서로 명확한 구분이 어렵고 교육현장에서도 별 의미가 없다고 하여 이들을 통합하여 보편적으로 ‘Umweltbildung’이라는 용어로 사용하고 있다. 최근 독일에서는 ‘환경교육’ 외에 ‘지속성 교육’이라는 용어도 사용하고 있고, 이는 선진국과 후진국의 평등문제와 인간과 자연의 관계는 경제적, 사회적 요인을 고려하여 교육을 실시하여야 한다는 내용을 담고 있다.
독일의 환경교육은 200년 전에 시작된 자연 보호 역사를 통해 발전해 왔으며, 초기에 자연보호 분야에 중점을 두었다가 1970년부터는 환경오염 문제를 중심으로 전환되었다. 1990년대부터는 환경교육의 범위가 자연 및 환경보전 분야에서 지속가능한 발전 모델을 위한 방향으로 바뀌고 있다.

### 환경교육정책 및 관련 기관
1971년에 독일정부는 ‘연방환경프로그램’이란 명칭으로 환경정책의 출발점이 된 환경정책 기본원칙을 채택하였다. 이는 환경오염의 예방원칙, 오염원인자부담의 원칙, 공동책무와 협력의 원칙, 국제협력의 원칙으로 이루어져 있다. 이 원칙은 환경정책 및 환경교육 분야에 중요한 변화를 가져왔고, 학교교과과정에 환경교육을 도입하는 계기가 되었다.
1974년에 설립된 연방환경청(Umweltbundesamt)은 부분적으로 독일 유네스코 사무소와 공동으로 환경교육에 관한 논문, 연구 보고서 등을 발간하는 환경교육 관련기관이지만 그 역할은 그리 크지 않다.
1978년에는 독일 뮌헨에서 유네스코 환경교육 심포지엄이 개최되었고 여기서 티빌리시(Tibilisi)의 환경교육 헌장을 채택하였다. 그 이후 정부는 환경교육위원회를 설립하여 1980년에 교육부장관 회의에서 “환경과 학교”에 관한 결의 사항을 발표하였다. 그리고 1987년이후에는 정부가 발간물 발행, 시범프로그램 실시를 위한 재정적 지원, 독일 환경교육의 실태 평가 등을 실시하는 등 본격적인 정책을 이행하였다. 이 외에 1990년에 설립된 ‘독일연방환경재단’은 환경교육과 관련된 연구 과제를 재정 지원하고 있다.
환경교육관련 기관으로 정부기관, 대학교와 NGO 등은 서로 협력체계를 이루어 환경교육의 발전에 기여하고 있다. 환경교육관련 정부기관은 연방 교육부와 환경부, 연방환경청이 있으며, 대학교에서 환경교육을 주로 연구하는 기관은 킬대학교의 자연과학 라이프니쯔 연구소(IPN) 보관됨 2013-11-05 - 웨이백 머신, 에센대학교의 환경교육센터, 그리고 베를린 자유대학교의 교육학적 미래연구소 등이 있다.
1996년 환경교육연합회(ANU)에 따르면, 독일 전국에 여러 기관을 포함하고있는 약 570개의 환경교육관련 단체가 활동하는 것으로 나타났는데, 이들은 자체사업 또는 정부기관의 지원을 받아 운영되고 있다. 대표적으로 1986년에 설립된 독일환경교육연맹(DGU), 1988년에 설립된 환경교육연합회(ANU), 1950년에 출발한 독일 자연보호연합회(DNR), 그리고 1975년에 설립된 분트(BUNT)등 이 있다. 현재 분트는 16개의 연방주에 지부와 지방자치단체별로 총 2,200개의 하위 조직을 갖춘 방대한 환경 NGO이다.

### 정부의 환경교육정책 단계
독일의 환경교육의 발전단계는 크게 3단계로 구분되는데, 1970년대를 기준으로 이전의 자연보호 및 향토문화 보호에 대한 환경교육을 주로 실시하던 1단계와 근대 환경교육을 실시하는 2단계로 나눌 수 있으며, 1990년대부터는 지속가능한 교육의 형태인 3단계로 이루어진다.
1단계의 환경교육은 산업화 및 도시팽창 등으로 환경 훼손과 향토문화 손실이 심각하게 나타나자, 자연보호의 필요성에 의해 등장하게 되었다. 1960년대 이후 국가 환경교육 전략은 연방 및 주 정부의 각 부서, 사범대학, 비정부 기구 등에서 다소 독립적으로 진행되면서도 부분적으로 협력을 통해 상호 영향을 미치는 체제를 유지하고 있다.
2단계의 환경교육은 1972년 환경프로그램에 의해 천명되었던 정부의 현대적 환경 정책을 기점으로 시작되었다. 이 환경프로그램에서는 환경교육이 모든 교육과정에서 실시되어야 한다고 설정하고 있다. 티빌리시에서 열린 환경교육 세계회의가 열린 1977년쯤 독일에서는 ‘현재의 환경교육 상황보고서’가 작성되었고, 1978년 뮌헨에서 열린 유네스코 환경교육회의에서는 티빌리시에서 채택한 환경교육에 관한 권장사항을 환경정책에 반영하기 위한 건의사항을 채택하였다. 또한 1980년대부터는 연방이나 주 차원에서 환경교육에 관한 관심이 높아졌고 법적 근거를 마련하게 되었다.
3단계 환경교육의 특징은 학생과 시민들이 주체가 되어 사회운동이 사회환경교육으로 발전하고 있고, 학교 환경교육은 지속적으로 실시되고 있다는 데에 있다. 또한 환경교육을 지속가능한 발전의 개념과 접목하려는 정책적인 변화가 있다. 이를 목적으로 제시한 교육정책의 방향으로는 지속가능한 회계감사, 지속가능한 학교 회사운영, 생태감사 제도 등의 세 가지 방법을 학교에서 가르치고 있다.